# ISS-Expedition 11
ISS-Expedition 11 ist die Missionsbezeichnung für die elfte Langzeitbesatzung der Internationalen Raumstation. Die Mannschaft lebte und arbeitete vom 17. April bis zum 10. Oktober 2005 an Bord der ISS.

## Mannschaft
- Sergei Konstantinowitsch Krikaljow (6. Raumflug), ISS-Kommandant 22. April bis 8. Oktober 2005 (Roskosmos/Russland)
- John Phillips (2. Raumflug), Bordingenieur (NASA/USA)

### Ersatzmannschaft
- Michail Wladislawowitsch Tjurin, Kommandant
- Daniel Tani, Bordingenieur

## Missionsüberblick
Die beiden Raumfahrer Krikaljow und Phillips arbeiteten als elfte Stammbesatzung auf der Internationalen Raumstation und führten 39 wissenschaftliche Experimente durch. Eine wichtige Arbeit ihrer Mission war die Reparatur der defekten Sauerstoffaufbereitungsanlage Elektron. Außerdem erhielten Krikaljow und Phillips Besuch vom Space Shuttle Discovery (STS-114) und führten am 18. August 2005 einen fünfstündigen Weltraumausstieg durch.

## Missionsverlauf
Die elfte Langzeitbesatzung der Internationalen Raumstation (ISS) startete am 15. April 2005 mit Sojus TMA-6 vom Kosmodrom Baikonur. An Bord waren neben Sergei Krikaljow und John Phillips auch der italienische ESA-Astronaut Roberto Vittori. Nach zweitägigem Flug legte das Sojus-Raumschiff automatisch am Kopplungsmodul Pirs an.

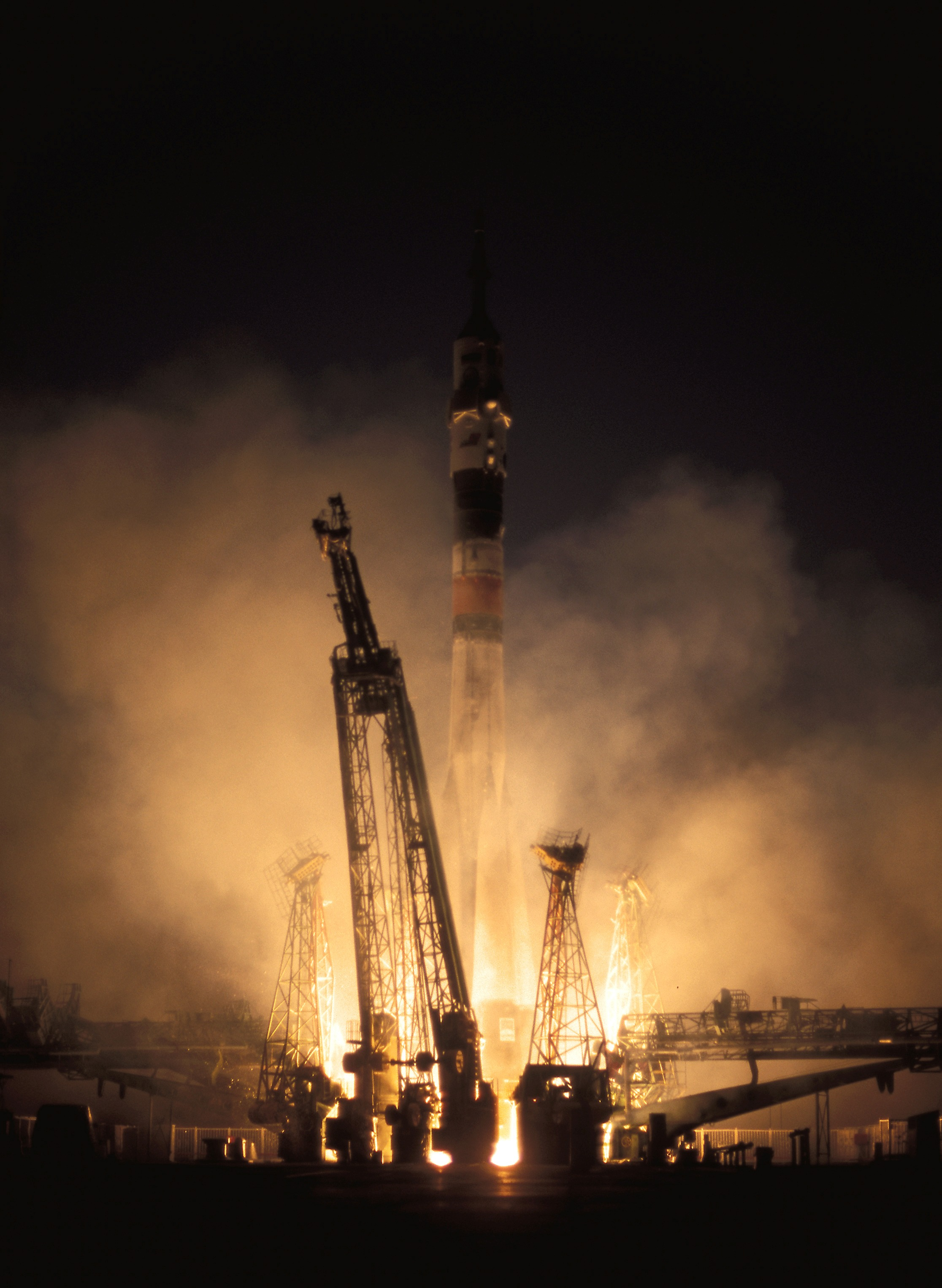
Nachtstart von Sojus TMA-6

Die amtierende ISS-Besatzung, bestehend aus dem Amerikaner Leroy Chiao und dem Russen Salischan Scharipow, wies die Neuankömmlinge an den folgenden Tagen in die Abläufe auf der Raumstation ein und übergab das Kommando, während Vittori sein Forschungsprogramm absolvierte. Nach einer Woche kehrte Vittori, der im Auftrag der Europäischen Union eine Ausgabe des Entwurfs der EU-Verfassung mitgenommen hatte, mit Scharipow und Chiao am 24. April zur Erde zurück.
Die erste Zeit beschäftigten sich Krikaljow und Phillips mit dem russischen Gerät Elektron. Es erzeugt den lebensnotwendigen Sauerstoff an Bord, indem es Wasser in seine Bestandteile Sauerstoff und Wasserstoff spaltet. Bereits während der Vorgängerbesatzung war es immer wieder ausgefallen, sodass die Atemluft mit Sauerstoff aus Vorratstanks angereichert werden musste. Außerdem bereiteten die Raumfahrer die Ankunft eines Space Shuttles vor und übten den Umgang mit dem Roboterarm.

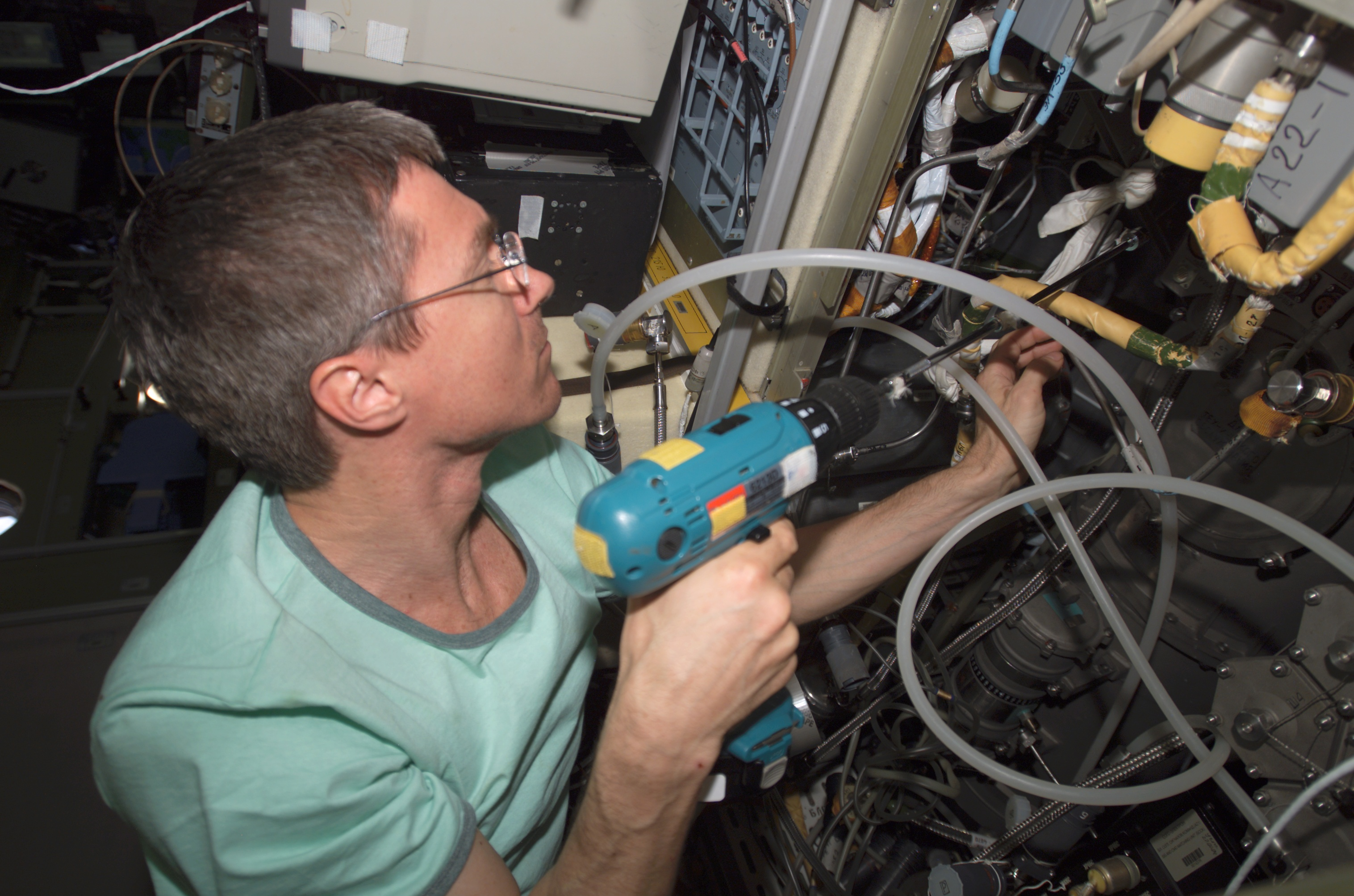
Krikaljow beim Reparaturversuch des Sauerstoffgenerators

Im Mai wartete die Mannschaft das Computernetz der Station und reparierte das Anfang des Monats ausgefallene TVIS-Laufband (Treadmill with Vibration Isolation and Stabilization) auf dem sich die Astronauten fit halten. Weil Elektron weiter seinen Dienst versagte, wurde Mitte des Monats begonnen, Sauerstoff durch so genannte SFOG-„Kerzen“ (Solid Fuel Oxygen Generators) zu erzeugen. Diese setzen Sauerstoff frei, wenn die darin enthaltene Chemikalie Kaliumperchlorat erhitzt wird.

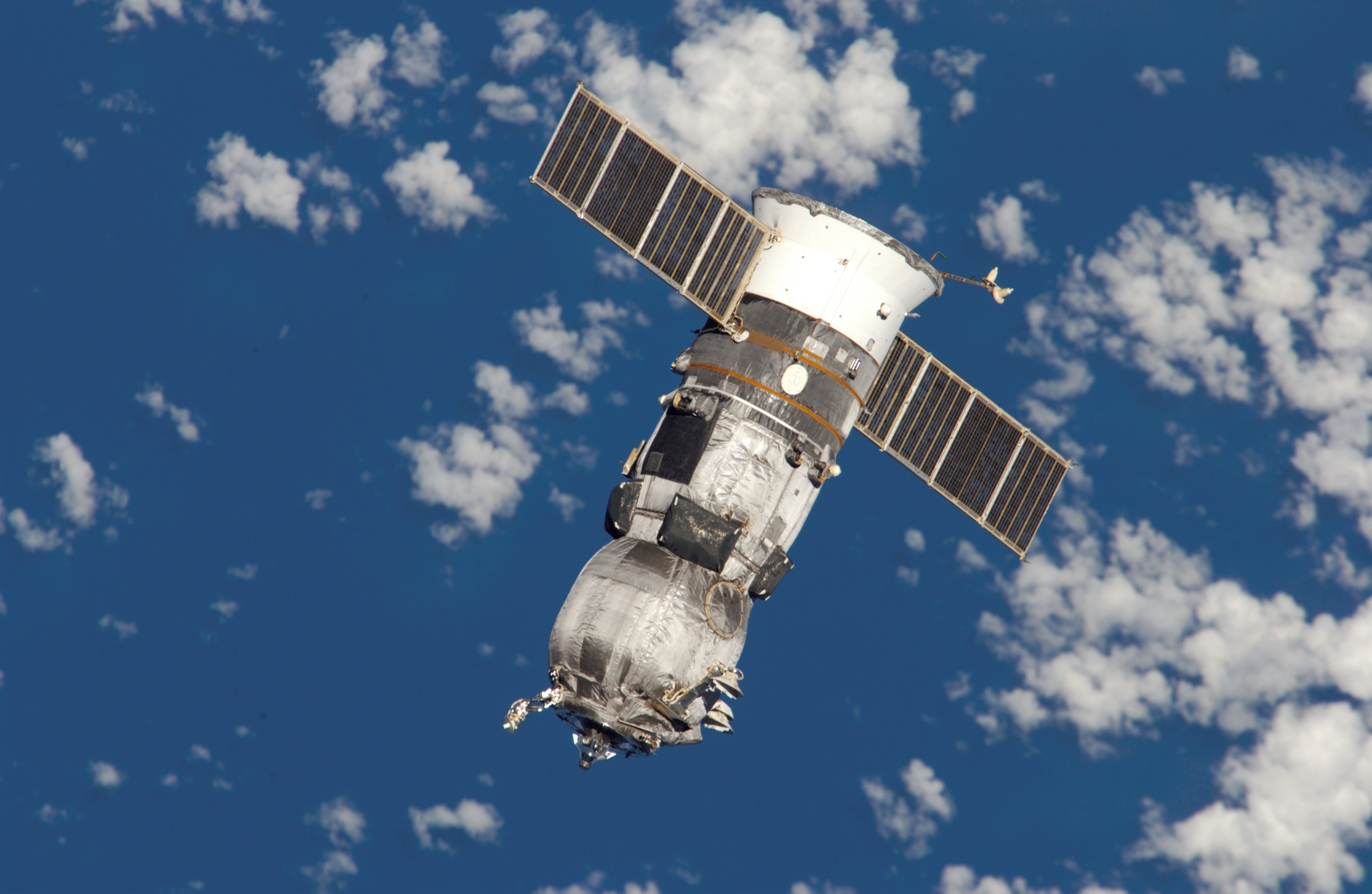
Progress M-52 entfernt sich von der ISS

Am 15. Juni 2005 um 20:16 UTC wurde das russische Transportraumschiff Progress M-52 von der Raumstation abgekoppelt, das im März zur ISS geschickt worden war, und verglühte vier Stunden später in der Erdatmosphäre. Tags darauf startete um 23:09 UTC der nächste Frachter: Progress M-53 dockte zwei Tage später am Swesda-Modul der ISS an. Die letzten 120 Meter des Manövers mussten diesmal manuell durch Sergei Krikaljow erfolgen, weil eine russische Bodenstation die letzten Navigationskommandos nicht senden konnte. An Bord des 18. ISS-Versorgers befanden sich 2,1 Tonnen Fracht. Lebensmittel (279 Kilogramm), Sauerstoff (110 Kilogramm), Wasser (420 Liter), Treibstoff (180 Kilogramm), medizinische Geräte, frische Wäsche, und andere Bedarfsgüter, darunter 40 SFOGs und Ersatzteile für den Sauerstoffgenerator.
Bordingenieur Phillips erprobte am 27. Juni zum ersten Mal ein neues Computerprogramm: Clarissa soll künftig die Arbeit der Raumfahrer erheblich erleichtern, weil Kommandos mündlich gegeben werden können. So ist es in der Schwerelosigkeit schwierig, bei komplizierten Reparaturen das Handbuch zu halten, um Anweisungen Schritt für Schritt zu befolgen, wenn man beide Hände zum Arbeiten braucht. Clarissa wurde vom Ames Research Center entwickelt, wird über ein Headset gesteuert und versteht 75 Befehle.
Am 19. Juli wurde das Sojus-Raumschiff, mit dem die zwei Raumfahrer die ISS erreichten, umgesetzt. Krikaljow und Phillips nahmen in der Kommandokapsel Platz, koppelten um 10:38 UTC vom Pirs-Adapter ab und legten 30 Minuten später am Sarja-Modul wieder an. Dieses Umsetzmanöver war erforderlich, weil Pirs noch als Schleuse für einen Ausstieg gebraucht werden sollte.

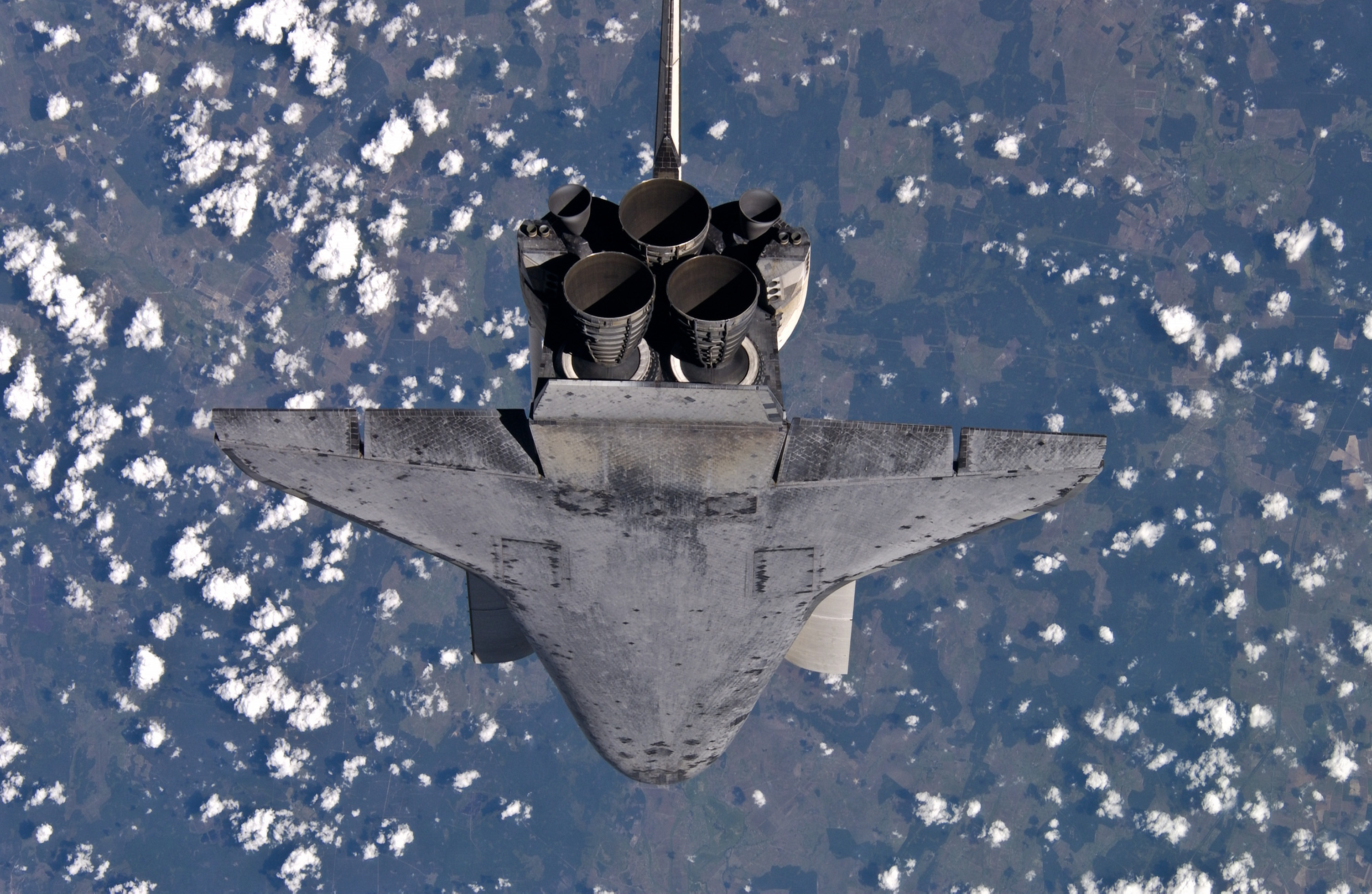
Ein Analysefoto des Hitzeschildes der Discovery

Nach zwei Tagen Flug näherte sich am 28. Juli erstmals nach einer Unterbrechung von zweieinhalb Jahren – zuletzt besuchte STS-113 Ende 2002 die ISS – mit STS-114 wieder eine US-Raumfähre der Raumstation. Bevor die Discovery um 11:18 UTC am PMA-2 festmachte, mussten Phillips und Krikaljow in Aktion treten und mit hochauflösenden Digitalkameras den Hitzeschild des Orbiters fotografieren. Die NASA hatte diesen Programmpunkt angeordnet, nachdem die Untersuchung des Columbia-Absturzes ergeben hatte, dass dieser durch eine oder mehrere defekte Kacheln verursacht worden war. Beginnend mit diesem Flug wird die Unterseite des Shuttles mehrmals auf Beschädigungen untersucht. Während die Discovery-Kommandantin Eileen Collins den Orbiter in 180 Meter Entfernung langsam einen Purzelbaum schlagen ließ, fertigten die ISS-Bewohner viele detailreiche Fotos an, die zur Auswertung an die Bodenkontrolle nach Houston gesandt wurden. Mit dem Öffnen der Luken war die Besatzung der Station auf neun Personen angewachsen.
Für die nächsten anderthalb Wochen war das Pensum sehr umfangreich: Krikaljow und Phillips waren, unterstützt von der Shuttle-Crew, hauptsächlich mit dem Ent- und Beladen des Mehrzweckmoduls Raffaello beschäftigt, das mit sieben Tonnen Fracht von der Discovery angeliefert worden war. Wendy Lawrence und Jim Kelly bedienten den Roboterarm der Station, während Steve Robinson zusammen mit Sōichi Noguchi, überwacht von Andy Thomas, drei Außenbordarbeiten durchführte. Dabei wurden eine Plattform installiert, ein defektes Gyroskop ausgewechselt, die Reparaturen von Hitzeschutzkacheln simuliert und hervorstehende Füllstreifen aus dem Hitzeschild der Fähre entfernt.
Am 6. August trennte sich um 7:24 UTC die US-Raumfähre wieder von der Station. Nach knapp neun Tagen gemeinsamer Arbeit blieben Kommandant Krikaljow und Bordingenieur Phillips auf der Raumstation zurück. Die Discovery landete drei Tage später auf der Edwards Air Force Base.

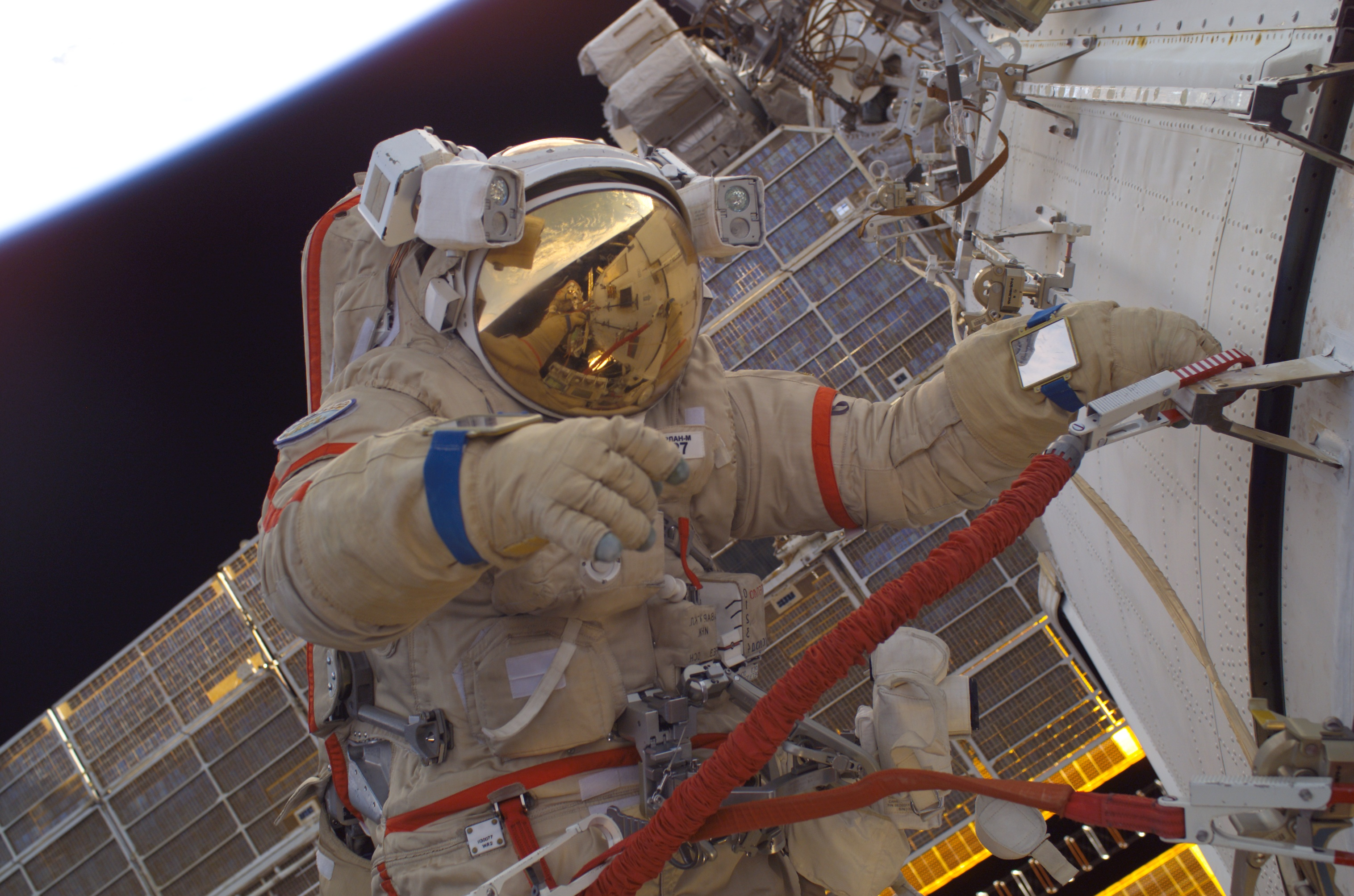
John Phillips arbeitet außerhalb der Station

Nach einer Woche intensiver Vorbereitung unternahmen Sergei Krikaljow und John Phillips am 18. August einen Außenbordeinsatz. Gekleidet in Orlan-M-Raumanzüge verließen die zwei Raumfahrer um 19:02 UTC die ISS über das Pirs-Modul, nachdem 17 Minuten zuvor mit dem Ablassen des Drucks begonnen worden war. Zunächst wurde ein Probenbehälter wieder in die Station geholt, der von der letzten Besatzung vor acht Monaten außen an der Station angebracht wurde. Dabei handelte es sich um einen von drei Kanistern des russischen Medizinexperiments Biorisk, mit dem der Einfluss des Weltraums auf Bioorganismen untersucht wurde. Bevor die „Aussteiger“ drei weitere Experimente zurück in die Schleuse brachten, wurde eine Kamera am Swesda-Modul montiert, die künftig die Ankopplung des europäischen ATV-Frachters – der Jungfernflug war zu dem Zeitpunkt für Anfang 2006 geplant – unterstützen soll. Auf ihrem Rückweg nahmen Krikaljow und Phillips die Experimente SEED (Space Environment Exposure Device), das mögliche Baustoffe künftiger Raumfahrzeuge auf ihre Weltraumtauglichkeit testete, MPAC (Micro-PArticles Capturer), mit dem Mikrometeoriten sowie Raumfahrtschrott eingesammelt wurden, sowie Matroshka – ein lebensgroßer Phantomkörper in einem Raumanzug, mit dem die Strahlenbelastung auf den menschlichen Organismus untersucht wird (beim Ausstieg am 27. Februar 2004 angebracht) – mit. Die Verlegung einer Halterung für den Strela-2-Kran konnte nicht in Angriff genommen werden, weil die beiden Raumfahrer bereits 45 Minuten hinter dem Zeitplan zurückgefallen waren. Der Ausstieg endete nach vier Stunden und 58 Minuten. Für Krikaljow, der erst zwei Tage zuvor den bisherigen Weltraumlangzeitrekord mit 747 Tagen eingestellt hatte, war es der achte Einsatz im freien Weltraum. Phillips hingegen war ein Außenbordneuling.
Die nächste Zeit mussten sich die zwei Männer als Spediteure beweisen: Die Versorgungsgüter, die mit dem Shuttle angeliefert worden waren, wurden inventarisiert und verstaut. Andererseits wurden ausgediente Geräte, Verpackungen, Schmutzwäsche und Müll in den Progress-Frachter geschafft.
Am 23. August gelang Kommandant Krikaljow die Reparatur der Wosduch-Apparatur, die zwölf Tage zuvor ausgefallen war. Das Gerät filtert das ausgeatmete Kohlendioxid aus der Raumluft. Zwischenzeitlich übernahm die amerikanische CDRA-Anlage (Carbon Dioxide Removal Assembly) diese Aufgabe.
Die Flugleitung genehmigte den zwei Männern am 27. August einen freien Tag – es war der 47. Geburtstag von Sergei Krikaljow. Dieser durfte außerdem zwei Gespräche mit Familienangehörigen auf der Erde führen.
Am 10. September erreichte mit Progress M-54 das nächste Postschiff die Raumstation und dockte um 14:42 UTC automatisch an. Es brachte rund zweieinhalb Tonnen Güter: darunter Treibstoff (798 Kilogramm), Ausrüstungen für wissenschaftliche Experimente, ein neuer Flüssigkeitsbehälter für den Sauerstoffgenerator Elektron, aktuelle Borddokumentation, Kleidung, 62 Container mit Lebensmitteln (auch ein zwei-Personen-Festmahl mit italienischem Parmesan-Käse, Karbonade und eingelegte Zungen, damit Krikaljow seinen Geburtstag nachträglich feiern konnte), Wasser (210 Liter), Sauerstoff (110 Kilogramm) sowie Briefe und Päckchen. Drei Tage zuvor hatten die beiden Kosmonauten die alte Progress-Kapsel vom ISS-Komplex abgekoppelt und in der Atmosphäre verglühen lassen.
Wie geplant begann am 12. September die dreitägige Umstellung aller Stationscomputer auf die neueste Softwareversion R9, wobei der größte Teil ohne Eingreifen der Besatzung geschah. Zuvor hatten Phillips und Krikaljow Backups von den Festplatten der drei wichtigsten Laptops angefertigt und anschließend das R9-Update aufgespielt. Einer der wichtigsten Unterschiede zwischen R8 und R9 ist der Wechsel des Betriebssystems – von Solaris wurde auf Linux umgestellt.
Am 15. September reparierten die beiden Raumfahrer das seit Monaten stillgelegte Elektron-Gerät. Unter Anleitung der russischen Ingenieure im Kontrollzentrum wurde der mit Progress gelieferte Flüssigkeitsbehälter eingebaut. Die Aktivierung des Sauerstoffgenerators erfolgte erst vier Tage später, weil dann wieder optimale Bedingungen für eine eingehende Überwachung per Telemetrie bestand. Die Inbetriebnahme gelang am 19. September um 13:30 UTC problemlos.
Als der Hurrikan Rita sich auf Houston zubewegte, wurde das Johnson Space Center am 21. September geschlossen, nachdem alle Mitarbeiter evakuiert wurden. Daraufhin wurde die Hauptkontrolle der Raumstation, die sich USA und Russland teilen, dem russischen Kontrollzentrum Koroljow übertragen. Erst nach sechs Tagen nahmen die Kontrolleure in Houston ihre Konsolen wieder in Betrieb.
Planmäßig traf am 3. Oktober um 17:27 UTC die Wachablösung für Krikaljow und Phillips an Bord der Raumstation ein: Kommandant William S. McArthur und sein Bordingenieur Waleri Tokarew. Begleitet wurde die Expedition 12 von dem Weltraumtouristen Gregory Olsen.
Am 10. Oktober 2005 um 18:44 Uhr UTC wurden die Luken zwischen der Raumstation und der Sojus-Raumschiff TMA-6 mit der Besatzung der ISS-Expedition 11 sowie dem Weltraumtouristen Gregory Olsen an Bord geschlossen, um 21:49 Uhr UTC dockte Sojus TMA-6 von der Internationalen Raumstation ab. Die Landung erfolgte am 11. Oktober um 01:09 Uhr UTC in Kasachstan, 85 Kilometer (nach anderen Angaben 58 Kilometer) von Arkalik entfernt.
Sergei Krikaljow stellte mit diesem Flug einen neuen Langzeitrekord auf. Seine Gesamtflugzeit beträgt nun 803 Tage, 9 Stunden und 41 Minuten.